# Alderton (Shropshire)
Alderton – wieś w Anglii, w hrabstwie Shropshire. Leży 11 km na północ od miasta Shrewsbury i 230 km na północny zachód od Londynu.